# Harris Blitzer Sports & Entertainment
Harris Blitzer Sports & Entertainment, LLC är ett amerikanskt företag som verkar inom sport och underhållning. De äger idrottslagen Utica Comets (AHL), Crystal Palace (Premier League), Delaware Blue Coats (NBA G League), Dignitas, New Jersey Devils (NHL) och Philadelphia 76ers (NBA). De äger också inomhusarenan Prudential Center i Newark i New Jersey.